# Duché de Saxe-Gotha
1640–1672
Entités précédentes :
- Duché de Saxe-Weimar

Entités suivantes :
- Duché de Saxe-Gotha-Altenbourg

Le duché de Saxe-Gotha (en allemand : Herzogtum Sachsen-Gotha) est un État du Saint-Empire romain, l'un des duchés saxons en Thuringe gouvernés par la branche ernestine de la maison de Wettin. 

## Histoire
Le duché fut créé au cours d'un partage successoral de la Saxe-Weimar, elle-même l'un des successeurs du duché ernestin de Saxe, en 1640. Le duc Jean II meurt en 1605 à l'âge de 35 ans, en laissant huit fils mineurs. C'est seulement après dix années sous la régence de l'électorat de Saxe que l'aîné des frères, Jean-Ernest Ier, a pu prendre le pouvoir. Un partisan du « roi d'un hiver » Frédéric V du Palatinat, il est dépouillé de ses biens par l'empereur Ferdinand II après la bataille de la Montagne-Blanche en 1620 et renonçait au gouvernement. Tout d'abord, son frère Guillaume a pris sa succession.

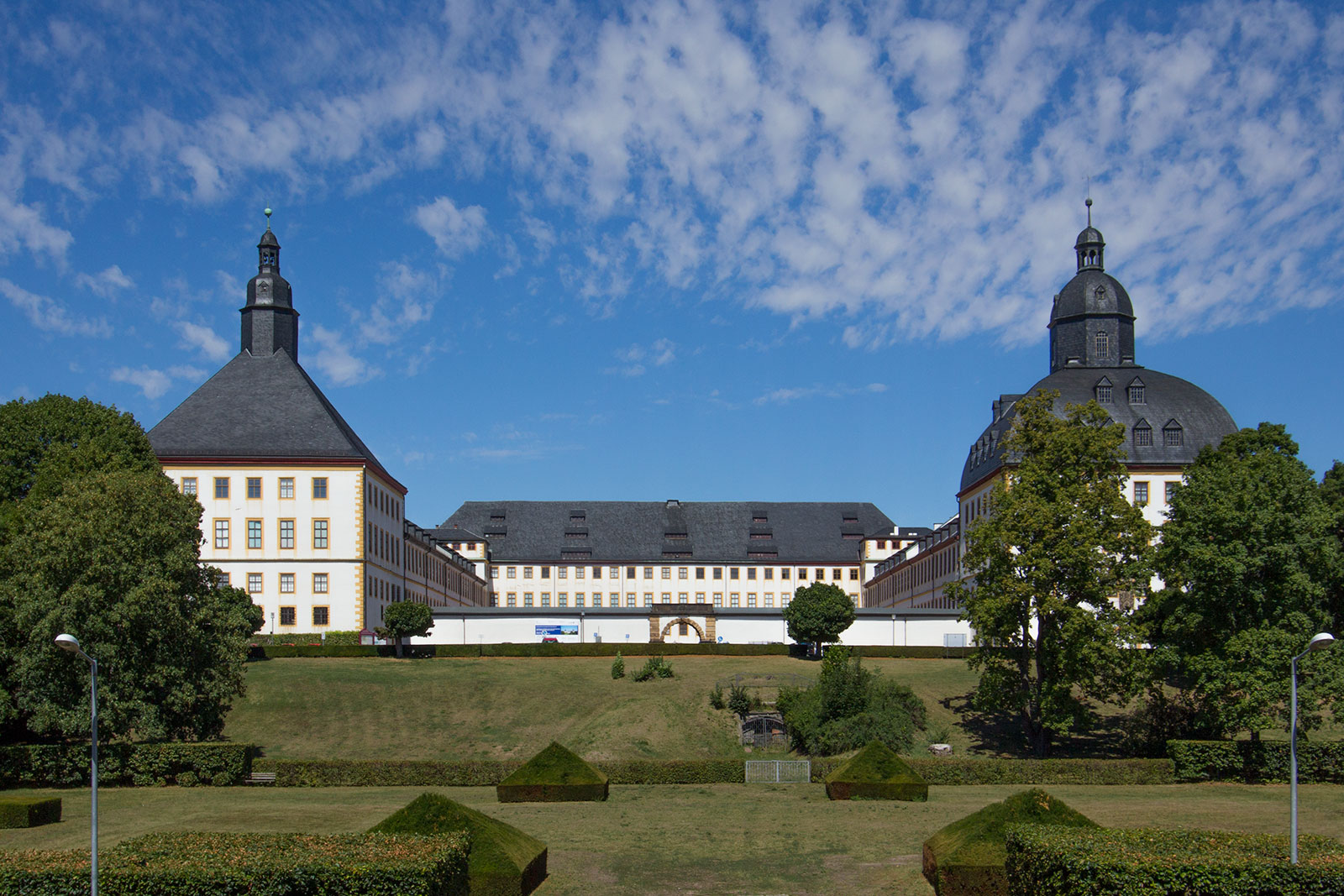
Château de Friedenstein à Gotha.

En 1640, le duché fut divisé entre les trois fils survivants : Guillaume conserve Weimar, lorsque son frère Albert obtient la Saxe-Eisenach et le duché de Saxe-Gotha est créé en faveur d'Ernest le Pieux. Quatre ans plus tard, Albert meurt sans héritier et ses deux frères se partagent ses terres. Le nouveau duc Ernest Ier s'installa au château de Friedenstein dans la ville de Gotha. 
Pendant son règne, Ernest a pu accroître ses territoires : outre la moitié de la Saxe-Eisenach en 1644, il acquiert également plusieurs domaines de l'ancien comté d'Henneberg en 1650 et la majeure partie de la Saxe-Altenbourg avec la Saxe-Cobourg après la mort de son cousin Frédéric-Guillaume III en 1672. C'est ainsi qu'est apparu le duché uni de Saxe-Gotha-Altenbourg.
À la mort du duc Ernest Ier en 1675, son duché fut transmis à son fils ainé Frédéric Ier
chargé de la garde des fils cadets. Peu tard, en 1680, le patrimoine a été à nouveau réparti en faveur des frères cadets du duc régnant de Saxe-Gotha-Altenbourg :
- Frédéric (1646-1691) garde la Saxe-Gotha-Altenbourg réduite ;
- Albert (1648-1699) obtient la Saxe-Cobourg ;
- Bernard (1649-1706) obtient la Saxe-Meiningen ;
- Henri (1650-1710) obtient la Saxe-Römhild ;
- Christian (1653-1707) obtient la Saxe-Eisenberg ;
- Ernest (1655-1715) obtient la Hildburghausen ;
- Jean-Ernest (1658-1729) obtient la Saxe-Saalfeld.

Le duché de Saxe-Gotha-Altenbourg perdure ; il fit partie successivement de la confédération du Rhin et de la Confédération germanique jusqu'à sa dissolution après la mort du dernier duc Frédéric IV en 1825.

## Source partielle
Marie-Nicolas Bouillet  et Alexis Chassang (dir.), « Duché de Saxe-Gotha » dans Dictionnaire universel d’histoire et de géographie, 1878 (lire sur Wikisource)